# Ágios Týchonas
Ágios Týchonas (grec moderne : Άγιος Τύχωνας) est un village de Chypre de plus de 3 455 habitants.